# シング・ザ・ブルーズ
『シング・ザ・ブルーズ』（原題：L.A. Blues Authority Volume II: Glenn Hughes - Blues）は、イギリスのハードロック・ミュージシャン、グレン・ヒューズが1993年に発表した、ソロ名義では2作目のスタジオ・アルバム。

## 背景
実質的には『L.A. Blues Authority』という企画アルバムのシリーズの一つで、ヒューズは本作に先がけて、1992年のアルバム『L.A.ブルーズ・オーソリティ』にもパット・スロールらと共に録音した曲「メッシン・ウィズ・ザ・キッド」を提供している。本作に参加したゲスト・ギタリストのうちジョン・ノーラムは、自身のアルバム『フェイス・ザ・トゥルース』（1992年）で、ヒューズをメイン・ボーカリストに迎えた。

## 反響・評価
スウェーデンでは1993年2月24日付のアルバム・チャートで47位を記録した。『CDジャーナル』のミニ・レビューでは「タイトルほどにブルース色はなく、やはり70年代の匂いを感じさせるオーソドックスなヘヴィ・ロックといった感じか」と評されている。

## 収録曲
特記なき楽曲はグレン・ヒューズとクレイグ・エリクソンの共作。
1. ザ・ボーイ・キャン・シング・ザ・ブルーズ - "The Boy Can Sing the Blues" (Glenn Hughes, Craig Erickson, Mike Verney) - 5:37
2. アイム・ザ・マン - "I'm the Man" - 5:45
3. ヒア・カム・ザ・レベル - "Here Come the Rebel" - 4:16
4. ホワット・キャン・アイ・ドゥ・フォー・ヤ - "What Can I Do for Ya?" - 6:16
5. ユー・ドント・ハフ・トゥ・セイヴ・ミー・エニイモア - "You Don't Have to Save Me Anymore" - 5:34
6. ソー・マッチ・ラヴ・トゥ・ギヴ - "So Much Love to Give" - 5:24
7. シェイク・ザ・グラウンド - "Shake the Ground" - 6:05
8. ヘイ・バディ（ユー・ゴット・ミー・ロング） - "Hey Buddy (You Got Me Wrong)" (G. Hughes, C. Erickson, M. Verney, Tony Franklin) - 6:12
9. ハヴ・ユー・レッド・ザ・ブック - "Have You Read the Book?" - 4:42
10. ライフ・オヴ・ミズリー - "Life of Misery" (G. Hughes) - 5:15
11. キャント・テイク・アウェイ・マイ・プライド - "Can't Take Away My Pride" - 4:23
12. ア・ライト・トゥ・リヴ - "A Right to Live" (G. Hughes, Richie Kotzen) - 4:32

## 参加ミュージシャン
- グレン・ヒューズ - ボーカル(all songs)、ベース(on #1, #3, #10, #11, #12)
- クレイグ・エリクソン - リズムギター(all songs)、リードギター(on #6, #8, #10)
- ウォーレン・デ・マルティーニ - リードギター(on #1, #2, #5)
- ジョン・ノーラム - リードギター(on #1, #2)
- マーク・ケンドール - リードギター(on #3, #5)
- リッチー・コッツェン - リードギター(on #4, #12)
- ダーレン・ハウスホルダー - リードギター(on #7, #9)
- ポール・ペスコ（英語版） - リードギター(on #8)
- ミック・マーズ - リードギター(on #9)、スライドギター(on #11)
- マーク・ジョーダン - キーボード
- トニー・フランクリン - ベース(on #2, #4, #5, #6, #7, #8, #9)
- ゲイリー・ファーガソン - ドラムス